# Satsuma (lớp thiết giáp hạm)
Lớp thiết giáp hạm Satsuma (薩摩型戦艦 - Satsuma-gata senkan) là một lớp bao gồm hai chiếc thiết giáp hạm thế hệ bán-dreadnought của Hải quân Đế quốc Nhật Bản. Lớp Satsuma là những chiếc thiết giáp hạm đầu tiên được chế tạo ngay tại Nhật Bản với trọng lượng choán nước vượt quá 20.000 tấn, và đánh dấu một giai đoạn chuyển tiếp từ thiết kế thiết giáp hạm tiền-dreadnought sang thế hệ dreadnought thực sự.

## Bối cảnh
Satsuma và Aki được đặt hàng như một phần của Chương trình Phát triển Hạm đội Khẩn cấp năm 1905 vào lúc cao điểm của cuộc Chiến tranh Nga-Nhật. Không giống như lớp thiết giáp hạm Katori trước đó, lớp Satsuma là những chiếc thiết giáp hạm đầu tiên được thiết kế và chế tạo ngay tại các xưởng đóng tàu của Nhật Bản, cho dù thiết kế về căn bản dựa trên một phiên bản cải tiến của lớp thiết giáp hạm Lord Nelson Hải quân Hoàng gia Anh, và nhiều linh kiện có nguồn gốc từ Anh Quốc. Vì vậy công việc chế tạo chúng mất nhiều thời gian do các kỹ sư hải quân và các xưởng đóng tàu học hỏi dần dần. Cả hai chiếc đều được hoàn tất quá trễ để có thể tham gia cuộc Chiến tranh Nga-Nhật.

## Thiết kế
Thiết kế căn bản của lớp Satsuma đi theo thiết kế của lớp thiết giáp hạm Lord Nelson mới của Hải quân Hoàng gia Anh. Các nhà chiến lược Hải quân cho rằng các trận hải chiến trong tương lai sẽ diễn ra ở tầm xa hơn cùng với những khẩu hải pháo lớn hơn nữa so với trước đây. Kết quả là người ta ít dành sự chú ý cho dàn pháo hạng hai và pháo cỡ nhỏ, vì có thể sẽ không bao giờ sử dụng đến. Mặc khác, đai giáp bảo vệ được xem xét nghiêm túc vì dự đoán trước phải đối phó với đạn pháo lớn hơn.
Satsuma khác biệt so với con tàu chị em Aki ở cách sắp xếp của các ống khói. Ống khói thứ ba của Aki tương đối tách rời khỏi chiếc thứ hai. Do công việc chế tạo bị trì hoãn, Aki được hoàn tất với động cơ turbine hơi nước, một trong những tàu chiến chủ lực đầu tiên trên thế giới được trang bị như vậy.

### Vũ khí trang bị
Khi Satsuma được đặt lườn vào năm 1905, nó được dự định là chiếc thiết giáp hạm "toàn súng lớn" đầu tiên trên thế giới, trước cả chiếc HMS Dreadnought của Anh Quốc. Tuy nhiên, sự tốn kém của cuộc Chiến tranh Nga-Nhật gây nhiều khó khăn tài chính cho Nhật Bản, nên nó chỉ được hoàn tất với dàn pháo chính chỉ có bốn khẩu hải pháo 305 mm (12 inch)/45 caliber Kiểu 41 trong khi các khẩu pháo giữa tàu phải giảm xuống là hải pháo 254 mm (10 inch)/45 caliber Kiểu 41 như một biện pháp tiết kiệm chi phí. Các khẩu phao này được bố trí trên những tháp pháo đôi, một trên trục giữa phía trước và một trên trục giữa phía sau, cùng sáu tháp pháo giữa tàu, gồm ba tháp pháo mỗi bên mạn trái và mạn phải.
Dàn pháo hạng hai tương đối nhẹ, giống như thiết kế các lớp thiết giáp hạm trước đó, với 12 khẩu hải pháo QF 12 pounder 12 cwt Kiểu 41, thường được biết đến dưới tên gọi "12 pounder" để đối phó với các cuộc tấn công của tàu phóng lôi, cùng với bốn khẩu hải pháo 76 mm (3 inch)/25 caliber Kiểu 41.

### Hệ thống động lực
Động cơ trang bị cho chiếc Satsuma là kiểu động cơ hơi nước ba buồng bành trướng đặt dọc bốn xy-lanh với các nồi hơi ống nước và hai trục chân vịt. Hệ thống động lực này cung cấp một công suất 17.300 shp (12.900 kW) mã lực, cho phép đạt được một tốc độ 18,5 hải lý trên giờ (34 km/h). Do được hoàn tất trễ hơn, động cơ của chiếc Aki là turbine hơi nước Brown Curtiss với 16 nồi hơi ống nước Miyabara. Kiểu động cơ này cung cấp công suất 20.000 shp (14.910 kW), giúp nó đạt được tốc độ 20,5 hải lý trên giờ (38 km/h).

## Lịch sử hoạt động
Được đưa ra hoạt động trong những năm 1910-1912, cả Satsuma lẫn Aki đều đã tham gia Chiến tranh Thế giới thứ nhất, cho dù chỉ trong những vai trò thứ yếu, như tuần tra các tuyến đường hàng hải và tham gia chiếm đóng các lãnh thổ tại Thái Bình Dương. Theo những điều khoản của Hiệp ước Hải quân Washington năm 1923, cả hai chiếc trong lớp trở thành dư thừa và đều được sử dụng như những mục tiêu tác xạ vào năm 1924.

## Những chiếc trong lớp
| Tàu            | Đặt lườn            | Hạ thủy              | Hoạt động           | Số phận                                                      |
| Satsuma (薩摩) | 15 tháng 5 năm 1905 | 15 tháng 11 năm 1906 | 25 tháng 5 năm 1910 | Bị đánh chìm như một mục tiêu tác xạ ngày 7 tháng 9 năm 1924 |
| Aki (安芸)     | 7 tháng 3 năm 1906  | 14 tháng 4 năm 1907  | 11 tháng 3 năm 1911 | Bị đánh chìm như mục tiêu tác xạ ngày 7 tháng 9 năm 1924     |